# Rodney (travhäst)
Rodney, född 1944 på Hanover Shoe Farms i Hanover i Pennsylvania, död 1963, var en amerikansk standardhäst. Han är ansedd som en av de viktigaste avelshingstarna inom utvecklingen av den amerikanska standardhästen.

## Historia
Rodney skapade en blodslinje inom utvecklingen av den amerikanska standardhästen, genom Hambletonian 10:s avkomma Happy Medium, som var hans farfars farfars far. Rodney föddes upp av Hanover Shoe Farms.
Rodney debuterade på tävlingsbanan som tvååring, och visade snabbt ovanlig talang. Han duellerade vid flera tillfällen med Hoot Mon. Som treåring segrade Rodney i det första heatet i Hambletonian Stakes, men tappade de två nästkommande till just Hoot Mon.
Efter treåringssäsongen fortsatte Rodney tävlingskarriären ett tag till innan han pensionerades, och blev verksam som avelshingst. Han var då han pensionerades den näst snabbaste avelshingsten, efter sin egen far Spencer Scott, i historien. Rodney sprang totalt in 111 176 dollar på 69 starter, varav 49 segrar.

### Död
Rodney avled 1963, och var vid sin död den ledande avelshingsten i USA, med tretton avkommor som sprungit in mer än 100 000 dollar. Fem av dem sprang senare in mer än 200 000 dollar, och tre sprang in mer än 300 000 dollar. Rodney begravdes på Kentucky Horse Park i Lexington i Kentucky.